# Чемпионат Ленинграда по футболу 1927
Первенство Ленинграда по футболу 1927 стало ХХVII и первым, проведенным спортивной комиссией Ленинградского губернского совета профессиональных союзов (ЛГСПС).
Победителем во второй раз стала команда «Динамо».

## Организация и проведение турнира
Весной 1927 года в Ленинграде решениями ЛГСФК и Губисполкома деятельность так называемых «районных кружков» была прекращена; сами они ликвидировались, а их активы передавались профсоюзным организациям, которые с этого момента являлись единственными «законными» субъектами городских соревнований, фактически проводимыми теперь спортивными секциями профсоюзов.
Немногочисленные непрофсоюзные спортивные организации — «Динамо», военное ведомство (Военвед) и некоторые другие — к участию в этих соревнованиях не допускались и весной вынуждены были провести отдельное футбольное первенство.
Формально официальный руководящий губернский спортивный орган — ЛГСФК — был обязан, с одной стороны, брать на себя всю техническую организацию (составление календарей и регламента, предоставление судей и пр.) порой непомерно разросшихся соревнований под эгидой ЛГСПС (наряду с проведением и других ведомственных соревнований — военных, студенческих и др.), а, с другой, большинство профсоюзных спортивных организаций ему фактически не подчинялись и зачастую игнорировали его указания и распоряжения. Это приводило к дублированию руководства, неразберихе и нарастанию конфронтации между ЛГСФК и ЛГСПС, что неоднократно проявлялось, в том числе, и в ходе профсоюзного весеннего футбольного первенства.
К началу осеннего чемпионата был, казалось, достигнут консенсус — был запланирован единый турнир с участием всех сильнейших команд независимо от их принадлежности, и в ЛГСФК был разработан его регламент и календарь. Однако затем ЛГСПС без каких-либо согласований отказался в нём участвовать и начал проводить собственное первенство. В сложившейся ситуации ЛГСФК формально отменил ХХVII чемпионат (осенний) города под своей эгидой и предложил непрофсоюзным клубам самостоятельно договариваться с ЛГСПС об участии в профсоюзном первенстве — на что после переговоров было получено дозволение.
В чемпионате на восьми соревновательных уровнях участвовали 52 клуба, каждый из которых выставлял по 4 команды. Соревнования проводились с суммарным зачётом по результатам четырех команд клуба (так называемый «клубный зачёт»).
На высшем соревновательном уровне, носившем в этом сезоне наименование «I группа», участвовали 9 клубов
- Профсоюзные клубы — 6 лучших по результатам весеннего первенства
  - «Пищевкус» — в этой команде союза пищевиков уже несколько лет выступали в профсоюзных чемпионатах города во главе с М.Бутусовым большинство игроков бывшего Выборгского районного кружка[12]; совместно они являются преемниками клуба «Унитас», с которым  имели общие клубные цвета и эмблему[13][14].
  - Клуб им.Ленина (Клуб имени В.И.Ленина) — официальное название в этом сезоне футбольного клуба, представлявшего завод «Большевик»; в источниках также свободно употреблялось и прежнее название клуба — «Большевик»[15].
  - «Красный путиловец»
  - «Красный выборжец»
  - Пролетарский завод
  - «Строители»
- Клубы ЛГСФК — 3 лучших по итогам весеннего первенства[К 2]
  - «Динамо»
  - Стадион (Клуб при стадионе имени В.И.Ленина) — наследник бывшего Василеостровского районного кружка и клуба «Коломяги»[16].
  - ЦДФК (филиал Центрального дома физической культуры) — преемственно бывший Центральный районный кружок и клуб «Меркур»[16], с которым сохранил общие эмблему и цвета[17][18]; даже после перехода в начале октября под эгиду профсоюзов[19] (стал называться «клуб ЛГСПС») продолжил выступать в традиционной чёрно-красной форме «Меркура»[20].

Турнир прошел по круговой системе в один круг и являлся частью совокупного первенства всех команд клуба («клубного зачёта»), формально провозглашаемого единственным официальным результатом чемпионата.

## Ход турнира
Турнир стартовал 21 августа и поначалу не производил впечатления организованного соревнования — окончательный состав его участников был в течение первых туров неизвестен, календарь пришлось дорабатывать на ходу, первые команды клубов отсутствовали ввиду различных так называемых "гастролей" («Красный путиловец» посетил Германию, «Динамо» — Москву, сборная ЦДФК и Стадиона — Николаев и т.п.), привычными были также переносы, связанные с матчами различных сборных команд — в результате в октябре к традиционным турам по воскресеньям пришлось добавлять субботние. Все это не лучшим образом повлияло на спортивную составляющую чемпионата, хотя и в таких условиях он содержал достаточно интересную турнирную борьбу практически всех команд и ряд зрелищных матчей. Вновь, как и  прошлой осенью, победу с минимальным преимуществом одержали динамовцы, весьма усилившие состав игроками распавшегося Петроградского районного кружка во главе с Павлом Батыревым и Дмитрием Родионовым. В последнем матче, победитель которого становился чемпионом, они уверенно победили Стадион со счётом 4:1 (о плотности итоговых результатов говорит тот факт, что в случае победы Стадион становился чемпионом, поражение отбросило его аж на четвёртое место)

### Турнирная таблица
| № | Команды             | 1    | 2   | 3    | 4   | 5   | 6   | 7   | 8    | 9    | В | Н | П | М       | О  |
| - | ------------------- | ---- | --- | ---- | --- | --- | --- | --- | ---- | ---- | - | - | - | ------- | -- |
|   | «Динамо»            |      | 3:2 | 1:1  | 4:1 | 1:1 | 2:3 | 6:0 | 16:0 | 11:2 | 5 | 2 | 1 | 44 — 10 | 12 |
|   | ЛГСПС               | 2:3  |     | 1:0  | 3:3 | 1:0 | 2:1 | 0:4 | 6:1  | 5:0  | 5 | 1 | 2 | 23 — 12 | 11 |
|   | «Пищевкус»          | 1:1  | 0:1 |      | 5:5 | 1:3 | 5:1 | 9:1 | 10:2 | 7:1  | 4 | 2 | 2 | 38 — 15 | 10 |
| 4 | Стадион             | 1:4  | 3:3 | 5:5  |     | 2:2 | 2:1 | 2:2 | 3:1  | 2:2  | 2 | 5 | 1 | 20 — 20 | 9  |
| 5 | Клуб им.Ленина      | 1:1  | 0:1 | 3:1  | 2:2 |     | 1:1 | 1:1 | -:+  | 6:1  | 2 | 4 | 2 | 14 — 8  | 8  |
| 6 | «Красный путиловец» | 3:2  | 1:2 | 1:5  | 1:2 | 1:1 |     | 2:2 | 1:1  | 3:2  | 2 | 3 | 3 | 13 — 17 | 7  |
| 7 | Пролетарский завод  | 0:6  | 4:0 | 1:9  | 2:2 | 1:1 | 2:2 |     | 3:5  | 5:3  | 2 | 3 | 3 | 18 — 28 | 7  |
| 8 | «Красный выборжец»  | 0:16 | 1:9 | 2:10 | 1:3 | +:- | 1:1 | 5:3 |      | 1:1  | 2 | 2 | 4 | 11 — 43 | 6  |
| 9 | «Строители»         | 2:11 | 0:5 | 1:7  | 2:2 | 1:6 | 2:3 | 3:5 | 1:1  |      | 0 | 2 | 6 | 12 — 40 | 2  |

### Матчи
| 21 авг                                              | «Пишевкус»         | 7:1 | «Строители» |  |
|                                                     | - П.Бутусов (1:1)′ |     |             |  |
| «Пишевкус»: ... П.Бутусов, В.Бутусов, М.Бутусов ... |                    |     |             |  |

| 24 авг | «Красный выборжец» | +:- | Клуб им.Ленина |  |

| 28 авг | «Динамо» | 11:2 | «Строители» |  |
| «Динамо»: Н.Соколов - Феоктистов, Трутнев - А.Васильев, Батырев, А.Столяров - Д.Родионов, Миронычев, Горелкин, С.Родионов, А.Богданов |          |      |             |  |

| 28 авг | ЦДФК | 9:1 | «Красный выборжец» | Стадион ЛГСПС |

| 28 авг | Пролетарский завод      | 1:1 | Клуб им.Ленина             |  |
|        | - Судаков (1:1)′ (пен.) |     | - (0:1)′ (пен.) А.Артемьев |  |

| 3 сен | «Динамо»                   | 1:1 | «Пищевкус»       | «Динамо»                        |
| | - А.Васильев (1:1)′ (пен.) |     | - 12′ Колотушкин | Зрителей: 3000 Судья: Г.Фепонов |
| «Динамо»: Н.Соколов - Феоктистов, Трутнев - А.Васильев, Батырев, А.Столяров 7' - Д.Родионов, Миронычев, Горелкин, С.Родионов, А.Богданов · «Пищевкус»: Чесноков - А.Корнилов, Ежов - А.Петров, М.Кононов, Гуськов - ..., М.Бутусов, Антипов, Колотушкин, П.Бутусов |                            |     |                  |                                 |

| 3 сен | Пролетарский завод | 4:0 | ЦДФК |  |
|       | - Г.Иванов         |     |      |  |

| 3 сен | Стадион                                               | 3:1 | «Красный выборжец» |  |
|       | - П.Филиппов (пен). - В.Исаков (2:0)′ - Кусков (3:0)′ |     | - (3:1)′ Соколов   |  |

| 10 сен | Пролетарский завод | 2:2 | «Красный путиловец» | Поле Пролетарского завода |

| 11 сен | «Пищевкус»                                        | 5:1 | «Красный путиловец» | «Пищевкус» |
| | - М.Бутусов 5′ 15′ (5:0)′ - Колотушкин 40′ (4:0)′ |     | - (5:1)′ В.Комаров  |            |
| «Красный путиловец»: Левицкий - К.Хухтинен, Горбунов - И.Хухтинен, Воног, Евдокимов - Болотников, В.Комаров, М.Васильев, П.Козлов, ... |                                                   |     |                     |            |

| 11 сен | ЦДФК              | 1:0 | Клуб им.Ленина |  |
| | - П.Григорьев 65′ |     |                |  |
| ЦДФК: Данилевич - ... П.Григорьев ... · Клуб им.Ленина: Савинцев - ... Ремизов, Никонов , Мурашев, Емельянов, А.Артемьев ... |                   |     |                |  |

| 11 сен | Стадион | 2:2 | Пролетарский завод |  |

| 11 сен | «Строители» | 2:2 | «Красный выборжец» | Стадион ЛГСПС |

| 18 сен | Пролетарский завод | 5:3 | «Строители» |  |

| 25 сен | Клуб им.Ленина | 6:1 | «Строители» |  |

| 25 сен | «Динамо» | 16:0 | «Красный выборжец» |  |
| «Динамо»: Н.Соколов - Феоктистов, Трутнев - А.Васильев, ..., ... - Д.Родионов, Миронычев, Горелкин, С.Родионов, А.Богданов «Красный выборжец»: |          |      |                    |  |

| 1 окт | Клуб им.Ленина | 1:1 | «Красный путиловец» |  |

| 2 окт | Клуб им.Ленина             | 3:1 | «Пищевкус»                |  |
| | - (2:1)′ (3:1)′ А.Артемьев |     | - (0:1)′ (пен.) М.Бутусов |  |
| Клуб им.Ленина: Савинцев - ... Ремизов, Мурашев, А.Артемьев ... «Пищевкус»: В.Алексеев - А.Корнилов, Юденич - ... М.Бутусов, А.Петров, Колотушкин, П.Бутусов ... |                            |     |                           |  |

| 2 окт | «Динамо»                                         | 6:0 | Пролетарский завод |  |
|       | - (1)′ (пен.) (2)′ (пен.) (3)′ (пен.) А.Васильев |     |                    |  |

| 2 окт | ЦДФК | 5:0 | «Строители» |  |

| 2 окт | Стадион | 2:1 | «Красный путиловец» |  |

| 8 окт | «Красный путиловец» | 3:2 | «Динамо» |  |
| «Динамо»: Н.Соколов - Феоктистов, Трутнев - А.Васильев, Батырев, ... - Д.Родионов, Миронычев, Горелкин, С.Родионов, А.Богданов |                     |     |          |  |

| 8 окт | ЛГСПС | 3:3 | Стадион |  |

| 8 окт | «Пищевкус»  | 9:1 | Пролетарский завод |                  |
| | - М.Бутусов |     |                    | Судья: Г.Фепонов |
| «Пищевкус»: ... Гуськов , М.Бутусов, Колотушкин, П.Бутусов ... · Пролетарский завод: Корочкин - ... Березин , ? ... |             |     |                    |                  |

| 9 окт | «Красный путиловец» | 1:1 | «Красный выборжец» |  |

| 9 окт | ЛГСПС | 1:0 | «Пищевкус» |  |

| 9 окт | Стадион | 2:2 | «Строители» |  |

| 9 окт | Клуб им.Ленина | 1:1 | «Динамо» |  |

| 15 окт | ЛГСПС | 2:1 | «Красный путиловец» |  |

| 15 окт | «Пищевкус» | 10:2 | «Красный выборжец» |  |

| 15 окт | Стадион | 2:2 | Клуб им.Ленина |  |

| 16 окт                                           | «Динамо»                               | 3:2 | ЛГСПС                     |  |
|                                                  | - С.Родионов (2:0)′ - Миронычев (3:0)′ |     | - (3:1)′ (пен.) М.Сергеев |  |
| ЛГСПС: Данилевич - ... М.Сергеев, В.Топталов ... |                                        |     |                           |  |

| 16 окт | «Красный путиловец» | 3:2 | «Строители» |  |

| 16 окт | «Красный выборжец» | 5:3 | Пролетарский завод |  |

| 16 окт | «Пищевкус» | 5:5 | Стадион |  |

| 23 окт | «Динамо»                                          | 4:1 | Стадион                  |                  |
|        | - ? 6′ - А.Богданов 16′ - Миронычев (3:1)′ (4:1)′ |     | - (2:1)′ (пен.) Г.Гостев | Судья: В.Быстров |

### Клубный зачет

#### Победители в «младших» командах
- II команды — «Пищевкус»II
- III — Пролетарский заводIII
- IV — «Пищевкус»IV

#### «Клубный зачет»
- Победитель — «Пищевкус» (48 очков)
- 2 место — ЛГСПС (39)
- 3 место — «Динамо» (35)[10][11]

## Минорные соревновательные уровни
Победители в турнирах главных команд и в «клубном зачёте»
| II группа | III группа | IV группа | V группа | VI группа | VII группа | VIII группа |
| I команды | I команды | I команды | I команды | I команды | I команды | I команды |
| --- | --- | --- | --- | --- | --- | --- |
| - 1. «Клуб им.Ильича» - 2. «Желдор» - 3. «Победа коммунизма» - 4. Сестрорецк - 5. Фабрика им.Халтурина - 6. «Красный путь» - 7. Эстонский клуб | - 1. «Красная газета» - 2. «Красный судостроитель» - 3. «Совторгслужащие» - 4. «Металлист» - 5. «Красный ткач» - 6. «Монетный двор» | - 1. Клуб им.Яковлева - 2. «Красный ижорец» - 3. «Красная заря» - 4. Московско-Нарвская база текстильщиков - 5. «Совкабель» - 6. «Тайцы» | - 1. «Красный маяк» - 2. «Красное знамя» - 3. Завод им.Рыкова - 4. «Ленинградтекстиль» - 5. «Севзап» - 6. Троцк | - 1. Завод № 16 - 2. «Красный железнодорожник» - 3. Пролетарский завод «Б» - 4. Клуб им.Дзержинского - 5. Клуб им.Лутовинова - 6. База «Пищевкуса» № 2 | - 1. Печатный двор - 2. Клуб им.Ракова - 3. Клуб Им.Самойловой - 4. «Губфо» - 5. Клуб им.Зиновьева - 6. «Красный путь» «Б» | - 1. Клуб им.Аврова - 2. «Совторгслужащие» Сестрорецк - 3. «Водники» - 4. «Кожевники» - 5. «Русский дизель» - 6. «Транспортники» |
| «Клубный зачёт» | | | | | | |
| - 1. «Победа коммунизма» | - 1. «Красная газета» | - 1. «Красная заря» | - 1. «Красное знамя»                                                                                            | - 1. Завод № 16 | - 1. Печатный двор | - 1. Клуб им.Аврова |

## Комментарии
1. ↑  Здесь ЛГСПС пошел по пути своих московских коллег при организации Чемпионата Москвы 1926 — непрофсоюзные клубы участвовали формально "вне конкурса", но в реальности были равноправными участниками; в частности, завоеванные ими титулы признавались действительными.
2. ↑  Последняя команда — Эстонский клуб — отправилась во вторую группу. Первоначально стартовал в высшей группе и «Желдор» — но после первого проведённого матча был также переведён уровнем ниже.
3. ↑  Анонсированный 21 августа матч был перенесён на 24 августа, но не состоялся ввиду неявки Клуба им.Ленина.

### Периодика
- «Красный спорт» Москва 1927. НЭБ — rusneb.ru.
- «Спартак» Ленинград 1927. РГБ — search.rsl.ru.
- «Красная газета» Ленинград 1927. РНБ — primo.nlr.ru.